# La bailarina

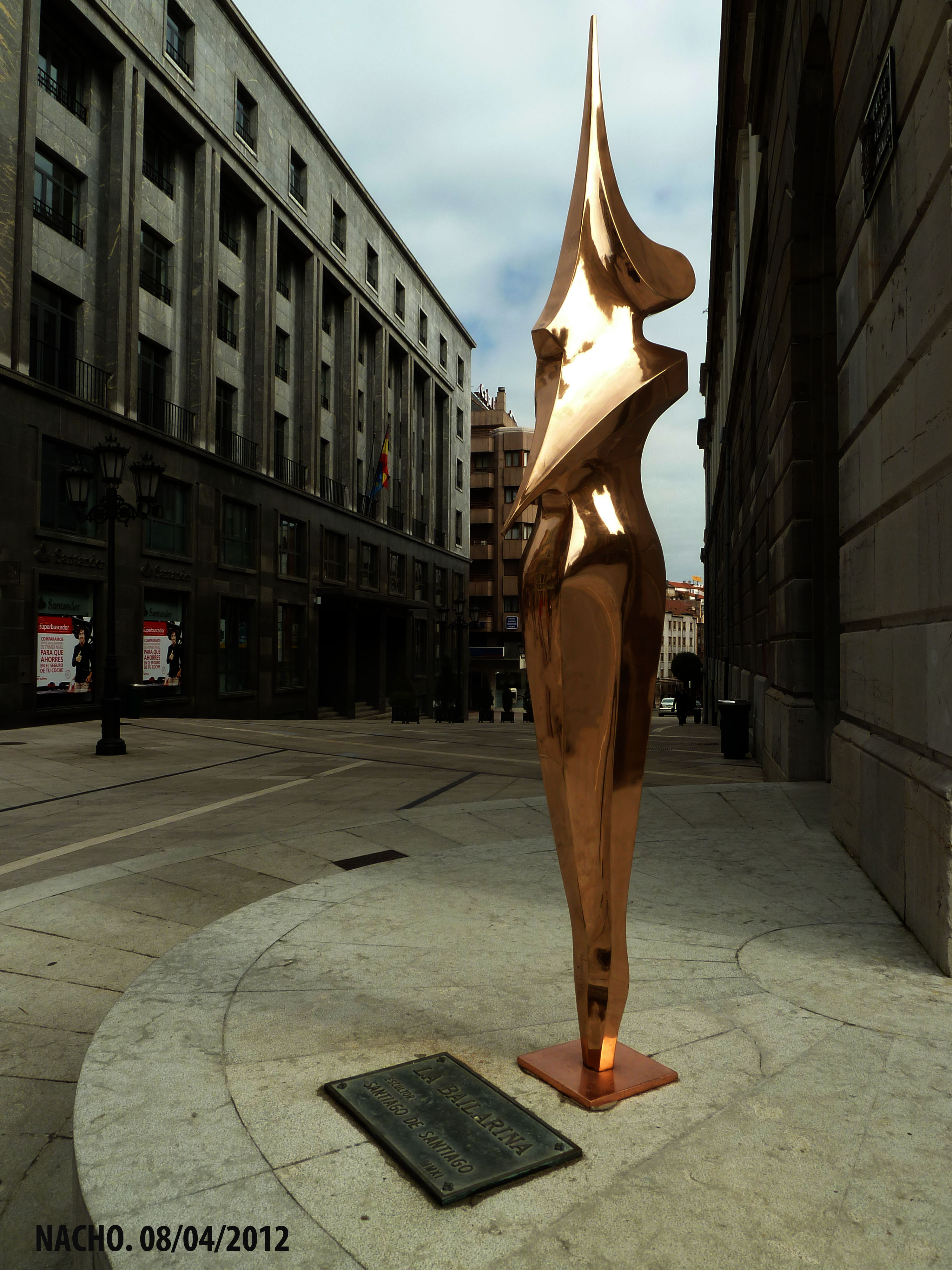
La bailarina.

La escultura urbana conocida como «La bailarina», ubicada en la esquina izquierda del Teatro Campoamor  con la calle Alonso Quintanilla, muy cerca de otras dos esculturas: «Culis monumentalibus», de Eduardo Úrculo, y «Esperanza caminando», de Julio López, en la ciudad de Oviedo, Principado de Asturias, España, es una de las más de un centenar que adornan las calles de la mencionada ciudad española.
El paisaje urbano de esta ciudad se ve adornado por obras escultóricas, generalmente monumentos conmemorativos dedicados a personajes de especial relevancia en un primer momento, y más puramente artísticas desde finales del siglo XX.
La escultura, hecha en bronce pulido, es obra de Santiago de Santiago, y está datada en 2011. El autor no cobró nada por la realización de esta obra al Ayuntamiento de Oviedo, a quien la donó, sufragando el ayuntamiento el coste de la fundición del diseño realizado por Santiago de Santiago. Se trata de una escultura apoyada sobre una peana, en la que se ve una mujer ejecutando un paso de danza.  Se inauguró el 3 de mayo de 2011. Tiene una altura: 2,35 metros, una anchura de  70 centímetros y un peso de  165 kilogramos. Coste de la fundición fue de  30.000 euros.